# عصمت دندش
عِصْمَت دَنْدَش (؟ - 1446 هـ / ؟ - 2024 م) باحثة ومؤرِّخة ومحقِّقة مصرية مغربية. وأستاذة جامعية للتاريخ الإسلامي والحضارة الإسلامية، لها عناية خاصَّة بتاريخ المغرب العربي والأندلس. وهي زوج العالم المؤرِّخ عميد الأدب المغربي والدراسات المغربية الدكتور محمد بن شريفة.

## سيرتها
تخرَّجت عصمت بنت عبد اللطيف دَنْدَش في كلية الآداب بجامعة القاهرة عام 1969، ونالت شهادة (ماجستير) من معهد البحوث العلمية والدراسات الإفريقية في جامعة القاهرة عام 1972، ثم شهادة (دكتوراه) من جامعة عين شمس عام 1984. وقد تخصَّصت في التاريخ الإسلامي والحضارة الإسلامية.
انتقلت إلى المغرب واستقرَّت فيها أكثر من أربعين سنة، بدأت عملها في جامعة محمد الأول بمدينة وَجْدة، عام 1978 وكانت من أول المدرِّسين في هذه الجامعة، رفقة الدكتور محمد بن شريفة، واستمرَّت فيها حتى عام 1981. ثم درَّست بجامعة فاس، ثم عملت في التدريس بكلية الآداب في جامعة محمد الخامس بالرباط، سنوات طويلة. درَّست في تلك الجامعات موادَّ التاريخ الإسلامي، والسيرة النبوية، والحضارة الإسلامية، وتخصَّصت في تاريخ الدولة المرابطية بالمغرب.
وأشرفت على العديد من رسائل الماجستير والدكتوراه، واشتهرَت بجدِّيتها وصرامتها وتمكنها من مادتها. ودرَّست في دار الحديث الحسنية.

## كتبها وآثارها
لها كتب مهمَّة صارت مراجعَ للطلبة في الجامعات العربية وغيرها، منها:

### مؤلفاتها
1. الأندلس في نهاية المرابطين ومستهل الموحِّدين: عصر الطوائف الثاني، دار الغرب الإسلامي ببيروت، 1988.[4]
2. دور المرابطين في نشر الإسلام في غرب إفريقيا، دار الغرب الإسلامي ببيروت، 1988.
3. أضواء جديدة على المرابطين، دار الغرب الإسلامي بيروت، 1991.[5]
4. أدوار سياسية لنساءٍ في دولة المرابطين، دار الغرب الإسلامي ببيروت، 1991.[3]
5. المرأة بين التراث والمعاصرة (قضايا وبحوث)، دار الغرب الإسلامي ببيروت، 2009.
6. دراسات أندلسية  في السياسة والاجتماع، دار الغرب الإسلامي ببيروت، 2009.[1]

### تحقيقاتها
1. رسائل القاضي ابن العربي المعافري الإشبيلي (ت 543هـ): دراسة وتحقيق، دار الغرب الإسلامي ببيروت، 1988.[5]
2. مفتاح السعادة وتحقيق طريق السعادة، لأبي العباس أحمد بن محمد ابن العريف الصِّنْهاجي (ت 526هـ)، دار الغرب الإسلامي ببيروت، 1993.
3. سِراج المُريدين في سبيل الدِّين، للقاضي أبي بكر ابن العربي (ت 543هـ)، في 6 مجلدات، قدَّم له الشيخ الدكتور حسن الشافعي،[6] دار ابن حزم ببيروت، 2020.[7]

### بحوثها
1. دراسة حول رسائل ابن العربي والتي تسمَّى برحلة أبي بكر بن العربي، مجلة المناهل، يوليو 1977.
2. حول رِباط عبد الله بن يس، مجلة المناهل، مارس 1978.
3. عودة ابن تاشفين للمغرب بعد الزلَّاقة، مجلة دعوة الحق، وِزارة الشؤون الإسلامية بالمملكة المغربية، العدد 262، يناير وفبراير 1987.[3]
4. المرأة في تادلا من خلال كتب الرحلات في العصر الوسيط، مجلة المناهل، يونيو 1994.[8]

## صفاتها
- ذكرها الباحث د. محمد مؤنس عوض بقوله: «أثبتت عصمت دندش أن في العالم العربي وفي المغرب مؤرِّخات شاركنَ في الكتابة التاريخية عن المغرب والأندلس، وبرحيلها تفقد الكتابة التاريخية العربية إحدى كُبرَيات المؤرِّخات الفُضلَيات. وقد عكفت ستَّ سنوات على تحقيق كتاب (سراج المُريدين) مما يدلُّ على أنها صاحبة مشروع علمي وتاريخي، ولديها الكثير من الصبر والجلَد».[9]
- كتب تلميذها محمد زين العابدين رستم: «كانت عصمت على معرفة عالية بتاريخ المغرب والأندلس؛ رجالًا وأعلامًا وأحداثًا. ولقد ورثت ذلك من أستاذها وزوجها العلَّامة محمد بنشريفة فكتبت في موضوعات مغربية وأندلسية قلَّ الطارقُ لها والباحث عنها، ففتحت أبوابًا كانت موصَدة، وأضاءت فصولًا من تاريخ هذا الأفُق الغربي كانت مظلمة. فنفع الله بها وأمتع، مع ما هي عليه من جلالة القدر وغَيرة على الدين والتزام بتعاليمه. ولحبِّها لأرض المغرب سكنت فيه بعد وفاة زوجها، وتنسَّمت منه نسائمَ أندلسَ القريبة منه، وعاشت على ذكرى زوجها باحثةً في تاريخٍ طالما بحثَ هو فيه، وطالما نفضَت هي عنه الغبار وأظهرته صفحةً مشرقة من تاريخ الإسلام الحفيل».[10]
- وصفتها الدكتوره سميرة حيدا بقولها: «الأستاذة عصمت الفارسة المنمازة فاهمة للتاريخ وأدواته، واعية للحاضر وإمكاناته، ومستشرفة للمستقبل وآفاقه، تعلَّم منها الطلبة البحث والتنقيب، والنقش في غَور الماضي، والوصول إلى ما يضيء لنا ماضيًا مستغلقًا، أو مستقبلًا منيرًا. ملكَت خطوات البحث العلمي وإجراءاته، فغدَت عالمةً مفكرة أكاديمية يشهد لها كلُّ من قرأ لها حرفًا، وحلَّل لها رأيًا».[11]

## أسرتها
تزوَّجها أستاذُها العلامة الدكتور محمد بن شريفة، ورُزقا ابنين؛ وُلد الأكبر منهما واسمه يحيى في 15 مارس (آذار) 1978، في اليوم الذي صدر فيه قرارُ الملك الحسن الثاني بإنشاء جامعة وَجْدة، وتكليف محمد بن شريفة تأسيسَ الجامعة.

## وفاتها
توفيت عصمت دندش في المغرب، يوم الأحد 26 ربيع الأول 1446هـ الموافق 29 سبتمبر (أيلول) 2024م، ودُفنت في اليوم التالي الاثنين بمقبرة الشهداء في العاصمة الرباط.

## وصلات خارجية
- رحيل المؤرِّخة المغربية عصمت عبد اللطيف دندش، أ.د. محمد مؤنس عوض.
- أرشيف الشارخ للمجلات الأدبية والثقافية، مقالات عصمت دندش.
- محاضرة الدكتورة عصمت دندش: سِراج المُريدين كتاب في التصوف شاهد على العصر.
- كلمة زوجة المرحوم بنشريفة في دورة العلامة محمد بنشريفة رحمه الله.